# 米尔地区派尔施泰因
米尔地区派尔施泰因是奥地利上奥地利州罗尔巴赫县的一个市镇。总面积23平方公里，总人口1618人，人口密度70.3人/平方公里（2005年）。